# Agrochemikálie
Agrochemikálie je označení pro všechny chemické látky, jichž se užívá v zemědělství. Konkrétně se pod tento termín řadí široké spektrum pesticidů (včetně herbicidů, insekticidů, fungicidů, nematocidů atp.), ale také umělá hnojiva, hormony a různé růstové faktory. Bez chemického ošetření jsou výnosy menší.

## Ekologie
Většina agrochemikálií je toxických a znamenají často pro životní prostředí určitou ekologickou zátěž, především pokud dojde k nekontrolovanému úniku látek. Proto je nakládání s agrochemikáliemi zpravidla právně upraveno.
V mnoha zemích je použití agrochemikálií přísně regulované. Může být požadováno vládou vydané povolení pro nákup a používání schválených agrochemikálií. Významné sankce mohou vzniknout z nesprávného použití, včetně nesprávného skladování, které vede k úniku. Na farmách musí být správné skladovací zařízení a značení, havarijní čisticí zařízení, bezpečnostní zařízení a postupy pro manipulaci, použití a likvidaci jsou často předmětem povinných norem a předpisů.
Příkladem je hovězí somatotropin, i když je široce používán v USA, není schválen v Kanadě a některých dalších jurisdikcích, kvůli obavám o zdraví krav.